# IC 468
IC 468 bezeichnet im Index-Katalog drei scheinbar dicht beieinander liegende Sterne im Sternbild Großer Hund südlich des Himmelsäquators. Der Katalogeintrag geht auf eine Beobachtung des französischen Astronomen Guillaume Bigourdan am 25. Februar 1887 zurück. Es könnte sich aufgrund eines Koordinatenfehlers jedoch auch um den nordwestlichen Ausläufer des Nebels NGC 2359 handeln.